# Feldpostbeamter
Ein Feldpostbeamter ist ein auf das Postgeheimnis verpflichteter Soldat, der im Militärwesen die Postversorgung der im Einsatz befindlichen Einheiten sicherstellt. Der Terminus „Beamter“ ist mittlerweile nicht mehr korrekt (Soldaten sind dem Beamtenrecht des Bundes gleichgestellt, jedoch keine Beamte per se).

## Feldpostbeamte der Bundeswehr
Aufgrund der immer zahlreicher werdenden Einsätze der Bundeswehr wurde schnell erkannt, dass die Postversorgung der im Ausland eingesetzten Soldaten durch örtliche Mittel nicht ausreichend sichergestellt war. So wurde das bei Manövern erfolgreich getestete Verfahren der Feldpostversorgung auch auf das Ausland ausgeweitet.
Dabei versehen speziell ausgebildete Reservisten der Bundeswehr, die im Zivilberuf Postangestellte sein müssen, im Rahmen einer Wehrübung den Postdienst im Ausland. Ausgebildet bzw. auf den Einsatz vorbereitet werden sie dazu in der Feldpostleitstelle in Darmstadt (Hessen).
Die Reservisten werden dabei für die Zeit des Auslandseinsatzes einem Logistikbataillon zugeordnet. Die momentane Stärke der Feldposttruppe liegt bei etwa 500 Reservisten, die halbjährlich mit den jeweiligen Kontingenten ausgetauscht werden.
Stand 29. Oktober 2006 waren Feldpostämter der Bundeswehr eingerichtet bei Einsätzen im Kosovo, Bosnien, Usbekistan, DR Kongo, Gabun und Afghanistan. Der UNIFIL-Einsatz wurde derzeit nicht über die Feldpost versorgt.
Im Januar 2011 kam es zur Meldung: „Soldaten beschweren sich über geöffnete Feldpost“ (Spiegel). Es wurde zur Sache untersucht und entsprechende Vorfälle offiziell bestätigt. „Grundsätzlich sind an der Kette bis nach Deutschland eigentlich nur deutsche Soldaten beteiligt; nur vom Außenposten ‚OP North‘ wird die Post von einem afghanischen Unternehmen transportiert.“ wurde festgestellt. Es kam zu Kritik bezüglich der Verschleppung der Angelegenheit und es wurden Strafanzeigen erstattet (Spiegel).